# Јован Ласкарис Калоферос
Јован Ласкарис Калоферос (1325/30–1392) је био богати византијски аристократа који је прешао у католичанство и служио као саветник и дипломата у Краљевини Кипар, папству и Млетачкој републици. Играо је истакнуту улогу у преговорима о окончању раскола цркава између Истока и Запада и покретању општег крсташког рата против Турака Османлија.
Био је ожењен три пута: прво пре 1363. године, са Маријом Кантакузин, ћерком цара Матије Кантакузина; други брак око 1367. године, са Маријом де Мимарс, кипарска племкиња; а трећи 1372. или 1373. године, Луси, племкињи франачке Грчке.

## Породица
Јован Калоферос је рођен између 1325. и 1330. године. Нејасно је како је био у сродству са породицом Ласкарис, али нема разлога за сумњу да је био. Имао је брата по имену Максим, који је био протосинђел Цариградске патријаршије 1365. године, и игуман манастира Диомеда 1374. године. Као и његов брат, Максим је подржавао унију цркава. Имали су сестру Евдоксију, која се удала за Андроника Агалона.
Калоферос је био пријатељ и дописник Димитрија Кидона.

## Живот

### Византијски период
Јован Калаферос је подржао цара Палеолога Јована V против претендента Кантакузина, Јована VI, током византијског грађанског рата 1341–1347. године. Касније, под утицајем проповеди Пјера де Томаса, прешао је из православља у католичанство. Када се тајно оженио Маријом Кантакузин, ћерком деспота Матије Кантакузина, цар Јован V га је присилио на изгнанство 1362. или 1363. године. Чини се да су разлози за царево противљење овом браку претња коју је човек Калоферовог богатства и царског порекла представљао када је био у савезу са моћном породицом са историјом супротстављања Палеолозима.
Богатство Калофероса долазило је од земље и трговине. Сматрало се да је његово богатство довољно велико да финансира царског претендента. Ни за време његовог изгнанства, међутим, његова византијска имања нису била конфискована. Имао је комерцијалне везе чак до Египта, Арагона и Кастиље.

### Служба код краља Петра I
У изгнанству, Јован Калаферос је посетио двор папе Урбана V, који је 18. априла 1365. године, у његово име послао писма са препорукама цару Јовану V, кипарском краљу Петру I, дуждима Лоренцу Целсију од Венеције и Габријелу Адорну од Ђенове и Великом мајстору витезова Хоспиталаца. Касније те године преселио се на Кипар и ступио у службу краља Петра I. Са солунским витезом по имену Димитрије Анђел, саобраћеником и пратиоцем у изгнанству, учествовао је у Александријском крсташком рату 1365. године. Кидонова писма бележе да је постао један од Петрових финансијера и саветника за војна питања. Био је један од странаца које је краљ Петар I фаворизовао са феудима и рентама. Заузврат, према Кидону, он је отплатио неке од дугова које је краљ Петар I уговорио током своје турнеје по Европи. Део његовог богатства је можда потицао од плена из Александрије. Учествовао је у три похода 1367. године: Петровом походу на Триполи, ослобађању принца Јована Лузињанског код опкољеног Корика и гушењу побуне код Адалије.
Око 1367. године, пошто му је умрла прва жена, оженио се Маријом де Мимарс, удовицом кипарског баила Жана де Соасона. Тиме је постао зет Маргарете од Соасона, краљице Јерменије. Платио је спектакуларну невесту од 243.567 кипарских безанта и добио у плодоуживање Маријина кипарска имања. Брак је био кратак. Марија је умрла 1369. или 1370. године.

### Авињон, Италија и Кипар
После Петровог убиства 1369. године, Јована Калофероса је прогонио режим Јована Лузињанског. 1370. године, оптужен за заверу са Елеонором, мајком младог краља Петра II, ухапшен је. Имања његове жене, које је незаконито задржао, су конфискована. Ослобођен 1371. или 1372. године, напустио је Кипар да служи папству у Авињону.
Године 1372. или 1373. Јован Калоферос је склопио трећи брак са Лусијом, ћерком Ерарда III, барона Аркадије у Грчкој. Био је на Кипру у фебруару 1373. године, када му је краљица Елеонора поверила поруку за свог оца, Петра од Рибагорзе, који је тада боравио у Авињону. Папа Гргур XI га је 22. марта послао у дипломатску мисију у Напуљску краљевину у настојању да координира поморску лигу против Турака Османлија. Крајем јуна, папа га је послао у Републику Ђенову да одбрани надолазећу инвазију Ђенове на Кипар и да убеди Ђеновљане да концентришу своје напоре против Турака. Јован Калоферос је наставио да ради за унију цркава све до 1374. године.
Године 1379. Јован Калоферос је посетио Родос. Подржавао је напоре Џејмса од Боа да оствари своје претензије на Латинско царство. 1382. или 1838. године, на врхунцу свог рата против Наварске компаније, Џејмс је доделио Јовану Калоферу грофовију Кефалонију. Године 1388. Јован Калоферос је постао грађанин Венеције, пошто је већ добио држављанство Ђенове. Тестамент му је саставио у Венецији 5. јула 1388. године, нотар Марко де Рафанели. Убрзо потом се вратио на Кипар.
Јован Калоферос је умро на острву 1392. године, пре 2. септембра, када је вест о његовој смрти стигла до кнежевине Ахаје. Његов наследник је био Ерард Ласкарис, његов син са Луси. Извршилац његовог тестамента био је његов нећак Ерардо Закарија, син Лусијеве сестре Катарине и Андроника Асена Закарије. Оставио је заоставштину Жану де Соасону, сину свог посинка од прве жене, и ћерки своје пасторке Алисе од исте.